# 刘启俊
刘启俊（1973年3月—），中华人民共和国政治人物，湖北江陵人，中国共产党党员、第十三届全国人民代表大会湖北省代表。

## 生平
刘启俊早年就读于北京电子科技学院，毕业后长期在神农架林区任职，2017年出任林区区长，担任区长期间，于2018年当选为第十三届全国人民代表大会代表，代表湖北省选区，2024年6月转任湖北省退役军人事务厅党组成员、副厅长。